# Achielle
Achielle is een Belgisch fietsmerk van fietsen met een retrolook, die van buis tot complete fiets door hetzelfde bedrijf, Dija-Oostcolor BV uit Egem, in de West-Vlaamse gemeente Pittem gemaakt worden.

## Geschiedenis
In 1946 opende Achiel Oosterlinck (overleden in 2001) een fietswinkel in Zwevezele, wat de basis legde voor een familiebedrijf dat tot 2006 stalen kaders maakte voor verschillende andere fietsenmerken.
In 2007 startte het familiebedrijf de productie van een eigen fietsmerk, Achielle, genoemd naar oprichter Achiel. Eerst maakten ze gewone opa- en omafietsen zoals bekend uit Nederland. Weldra evolueerden ze naar fietsen met veel opties, en werd hun product een luxeretrofiets, volledig uit staal en op bestelling.
Rond 2011 werd het fietsmerk een bescheiden hype in onder andere de Verenigde Staten en Polen.
Begin 2011 kwam de langdurige zoektocht naar een geschikte werknemer op de nationale televisie als reportage in het programma Man bijt hond
In 2020 had Achielle 9 personeelsleden (aangevuld met jobstudenten), en leverde onder andere in België, Frankrijk, Duitsland en het Verenigd Koninkrijk.

## Erkenningen
In 2011 kreeg Dija-Oostcolor (Achielle Fietsen) de prijs "meest creatieve West-Vlaamse onderneming" van ondernemersorganisatie UNIZO.
In 2012 won de familie Oosterlinck voor hun bedrijf Dija-Oostcolor en hun product Fietsen Achielle de nationale wedstrijd Ambacht in de Kijker.
In 2013 kreeg Achielle een van de vijf eerste erkenningen Handmade In Belgium (HIB) van UNIZO.
In 2014 won het bedrijf de Business Tour Award van Trends.

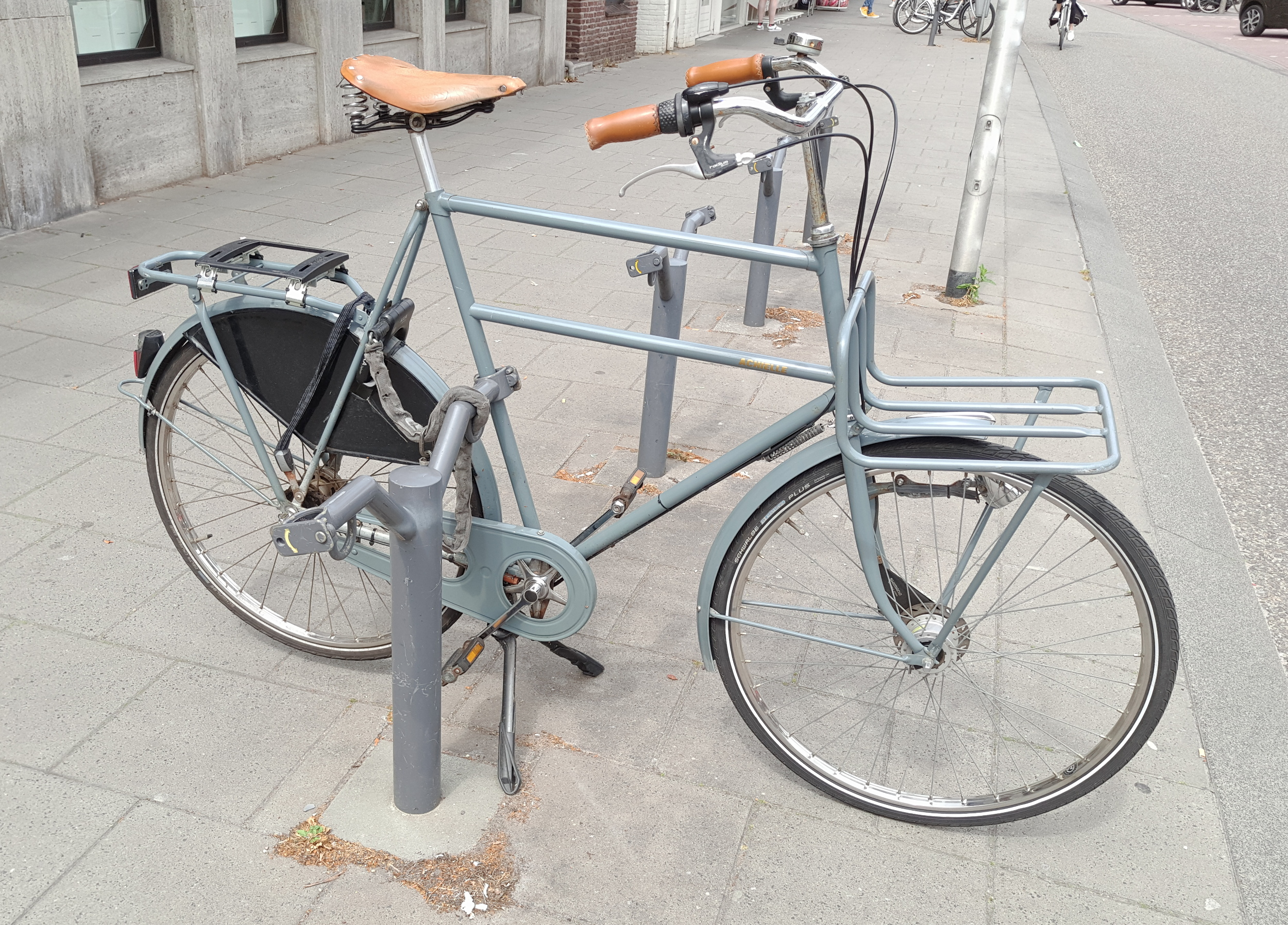
Achielle met een extra hoog kader
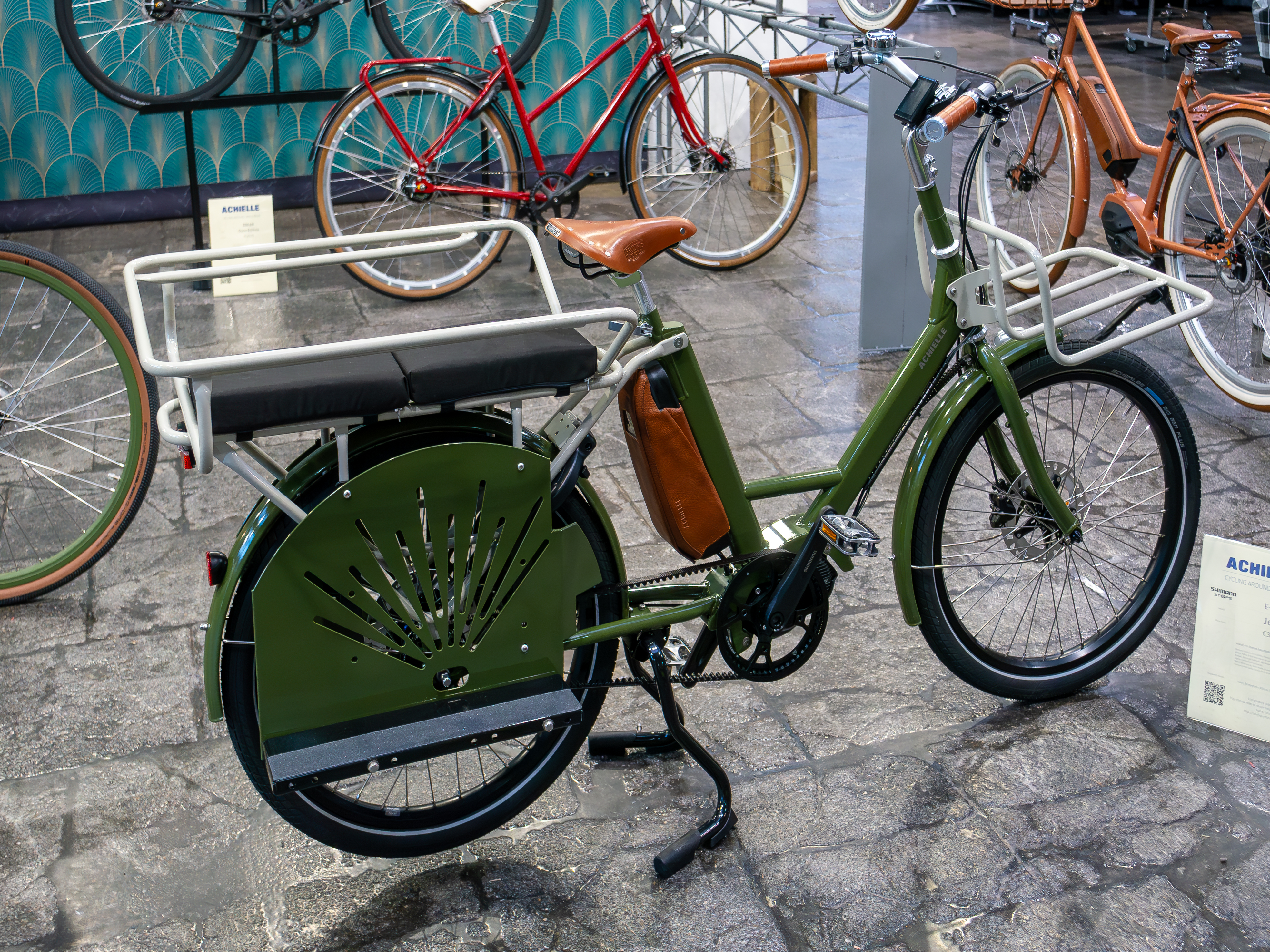
longtail-fiets